# سکیهوتای
سکی‌هو-تای (به ژاپنی: 赤報隊 Sekihōtai)، هنگ هرالد سرخ یک گروه انقلابی ژاپنی بود که در سال ۱۸۶۸ در طول جنگ بوشین تشکیل شد.

## بررسی اجمالی
ارتش سکی‌هوتای در کنار دولت جدید و یکی از واحدهای نظامی پیشرو برای شرکت در جنگ بوشین بود که از ۳ ژانویه ۱۸۶۸ آغاز شد. پس از پیروزی در نبرد توبا-فوشیمی، ارتش دولت جدید ارتش توسی خود را در امتداد بزرگراه‌های سانین، توکای، توسان و هوکوریکو اعزام کرد. این جنبش با هدف مطیع کردن شوگون سابق، یوشینوبو توکوگاوا و نیروهایش که پس از شکست به ادو گریخته بودند، انجام شد. به دستور تاکاموری سایگو، عضو قلمرو ساتسوما، ارتش سکیهوتای در ۱۰ ژانویه در کوه ماتسوئو در شهرستان آیچی از منطقه اومی-نو-کونی تشکیل شد. مقام‌های دربار امپراتوری، توشیزانه آیانوکوجی و کینیسا شیگه‌نوی، به عنوان رهبران ارتش منصوب شدند. وظایف اصلی ارتش سکی‌هوتای، آماده شدن برای پیشروی ارتش توسی، پیشاهنگی برای کسب اطلاعات در مورد هر منطقه و جذب سایر وفاداران بود. در آن زمان، ارتش سکی‌هوتای از ۳ واحد تشکیل شده بود. رهبر واحد اول، ساگارا سوزو بود که در آکاساکا، ادو متولد شده بود و به امپراتور احترام می‌گذاشت. این واحد اول عمدتاً از وفاداران کانتو تشکیل شده بود. واحد دوم توسط میکیسابورو سوزوکی، عضو سابق شینسنگومی (یک نیروی پلیس ویژه در اواخر دوره شوگون‌سالاری) رهبری می‌شد. این واحد دوم از پیروان سابق ایتو کاشیتارو که شینسنگومی را ترک کرده بودند، تشکیل شده بود. پس از ترور ایتو توسط شینسنگومی که ۲ ماه قبل در آبورا-نو-کوجی در کیوتو رخ داد، این پیروان از قلمرو ساتسوما حمایت دریافت کردند و شروع به اعلام احترام به امپراتور کردند. واحد سوم توسط رنسابورو یوکاوا از قلمرو میناکوچی رهبری می‌شد و عمدتاً از جنگجویان قلمرو میناکوچی تشکیل شده بود. ساگارا کاهش مالیات زمین را پیشنهاد کرد که به ارتش توسی اجازه می‌داد به راحتی پیشروی کند. او در روز دوازدهم دادخواستی را به دولت جدید ارائه داد و ایده‌اش پذیرفته شد. ارتش سکیهوتای به عنوان طلایه‌دار ارتش توسی، در روز پانزدهم از کوه ماتسوئو حرکت کرد. ارتش سکیهوتای به مناطق مختلف از جمله سرزمین‌های سابق شوگون‌سالاری سفر کرد و اعلام کرد که اجاره زمین ۵۰٪ کاهش خواهد یافت. پس از مدت کوتاهی، ارتش سکیهوتای بدون مجوز عمل کرد و مسیر خود را به بزرگراه توسان (بزرگراه ناکاسن)، مسیری که ساگارا رفقای زیادی در آن داشت، تغییر داد. اقدامات ارتش سکیهوتای به تدریج به باری بر دوش دولت جدید تبدیل شد، به طوری که در روز بیست و هفتم کاهش ۵۰٪ اجاره زمین را لغو کرد. در همان روز، توشیزانه آیانکوجی توسط پدرش شیگه‌تومی اوهارا دستور بازگشت به کیوتو را دریافت کرد. در نتیجه، واحدهای دوم و سوم به کیوتو بازگشتند و تنها واحد اول به رهبری ساگارا باقی ماند. واحد اول نام خود را به «ارتش کیودو» تغییر داد و به حمله خود در امتداد بزرگراه توسان ادامه داد. این نوع اقدام آشکار توسط ارتش سکیهوتای، پاکسازی آنها را توسط دولت جدید را موجب شد. در ۳ مارس ۱۸۶۸، ساگارا و ۷ افسر دیگر از ارتش سکیهوتای در شهر شیموسووا در منطقه شینانو-نو-کونی اعدام شدند. سایر اعضای ارتش به تبعید محکوم شدند.

## کوروکوما کاتسوزو به سکیهوتای می‌پیوندد
کوروکوما کاتسوزو، قماربازی از روستای کامیکوروکوما، ولایت کای (شهر میساکا، شهر فوفوکی، استان یاماناشی)، نیز به سکیهوتای پیوست. کاتسوزو با استفاده از روستای کامیکوروکوما به عنوان پایگاه خود، با قماربازان رقیب از کای و شیمیزو جیروچو از ولایت سوروگا مبارزه کرد، اما در سال ۱۸۶۵، سرکوب گسترده‌ای علیه قماربازان در ولایت کای انجام شد و کاتسوزو از کای گریخت. پس از آن، کاتسوزو به متحد خود میزونو یاتارو در گیفو پناه برد و از طریق یاتارو، در ژانویه ۱۸۶۸ با استفاده از نام مستعار "کومیایاما کاتسوزو" به سکیهوتای پیوست. پس از اعدام ساگارا سوزو و دستگیری میزونو یاتارو که منجر به انحلال سکیهوتای شد، کاتسوزو به توکیو رفت و در واحد هفتم وظیفه (واحد اول چریکی) شیجو تاکاتسوگو در کیوتو ثبت نام کرد، جایی که در جنگ بوشین شرکت کرد، اما در ۱۴ اکتبر ۱۸۷۱ (۲۶ نوامبر ۱۸۷۱) توسط دولت جدید به ظن فرار از واحد اول چریکی دستگیر و اعدام شد. کاتسوزو در مدرسه خصوصی موتو گایکی و پسرش توتا، کاهنان ارشد معبد هیمینه در روستای کامیکوروکوما، که آنها نیز از وفاداران به دربار امپراتوری بودند، تحصیل کرد و اعتقاد بر این است که نفوذ ایدئولوژیک پدر و پسر موتو دلیل پیوستن کاتسوزو به سکیهوتای و ارتش امپراتوری بوده است.